# Roel Boomstra
Roel Boomstra (Utrecht, 9 maart 1993) is een Nederlandse internationaal Grootmeester dammen. Hij is drievoudig wereldkampioen, eenmalig Europees kampioen en tweevoudig Nederlands kampioen.

## Biografie
Boomstra is opgegroeid in Soest. Hij begon met dammen toen hij acht jaar oud was. Hij begon als clubdammer op de clubavonden van DamVereniging Soest Baarn.
Later verhuisde hij naar Emmen, van waaruit hij in de Nederlandse damcompetitie voor Damclub Stadskanaal speelde. Boomstra werd in 2005 Nederlands pupillenkampioen, waarna hij op het Europees kampioenschap jeugd op een tweede plaats eindigde.
Vanaf seizoen 2005/06 speelde hij voor Damgenootschap Het Noorden. Ook in 2006 kwam hij op de tweede plaats in het Europees kampioenschap jeugd. Hij werd in 2006 (als laatstejaars pupil) Nederlands aspirantenkampioen, waarna hij op het EK wederom tweede werd. In 2007 werd Boomstra opnieuw Nederlands aspirantenkampioen. In het Europees kampioenschap voor aspiranten eindigde hij in 2007 op de tweede plaats achter Ajnoer Sjajbakov. Daarnaast werd hij in dat jaar met overmacht (17 punten uit 9 partijen) Drents kampioen.
Vanaf het seizoen 2006/07 speelt Boomstra voor Hijken DTC in de ereklasse.
In december 2007 werd hij als 14-jarige in het Franse Anduze derde op het wereldkampioenschap junioren. In juni 2008 werd hij tweede op het wereldkampioenschap voor aspiranten. Als aspirant behaalde hij zowel in 2008 als 2009 met grote voorsprong de nationale juniorentitel. In augustus 2008 behaalde hij de eerste plaats bij het Europees kampioenschap aspiranten.
Op 16-jarige leeftijd plaatste Boomstra zich voor het Nederlands kampioenschap 2009, waarmee hij de jongste speler op een NK werd sinds Harm Wiersma in 1967.
Daarnaast werd hij in 2009 tweede in zowel het Europees kampioenschap aspiranten als het wereldkampioenschap junioren. In 2010 behaalde hij zijn grootste successen bij de jeugd. Hij werd zowel Europees als wereldkampioen bij de junioren.
Zijn eerste internationale succes bij de senioren behaalde hij op het Europees kampioenschap 2014, dat hij won. Op het wereldkampioenschap 2015 werd hij derde. Vanwege het terugtrekken van de zittende kampioen Aleksandr Georgiejev voor de tweekamp om de wereldtitel in 2016, mocht Boomstra als uitdager optreden tegen landgenoot Jan Groenendijk. Boomstra won het tweekamp met overtuigende cijfers (4 overwinningen). Hiermee behaalde Boomstra de eerste Nederlandse wereldtitel sinds Wiersma in 1984.
Boomstra verhuisde naar Groningen voor zijn studie natuurkunde. Vanwege zijn studie nam hij niet deel aan het Europees kampioenschap in 2018 en aan het WK 2019.
In februari 2022 werd Boomstra benoemd tot ridder in de Orde van Oranje-Nassau Ridder in de Orde van Oranje Nassau.
In november 2022 kondigde hij aan aan het eind van het jaar te stoppen als professioneel dammer en in januari 2023 een maatschappelijke carrière te beginnen bij de Dienst Uitvoering Onderwijs (DUO) in Groningen.

## Trainers
Een van Boomstra's trainers is Ton Sijbrands. In het verleden heeft hij gewerkt met onder anderen Jan van Meggelen, Nina Hoekman, Johan Krajenbrink, Alexander Baljakin en Rob Clerc als trainers.

## Grootmeesterschap
In november 2007 behaalde Boomstra op 14-jarige leeftijd in Aix-les-Bains een grootmeester-norm. Hij was op dat moment de jongste Nederlandse dammer die aan die norm voldeed. Hiermee was hij nog geen grootmeester; in 2009 zei hij: "Ik heb één grootmeesternorm behaald, maar heb er nog vijf of zes nodig." In oktober 2011 behaalde hij de titel.

## Resultatenoverzicht

### Wereldkampioenschap

##### Toernooien
| jaar | locatie       | toernooitype (dln)    | rang             | AW               | Pnt              | W                | R                | V                |
| ---- | ------------- | --------------------- | ---------------- | ---------------- | ---------------- | ---------------- | ---------------- | ---------------- |
| 2011 | Emmeloord Urk | Halve competitie (20) | 7                | 19               | 21               | 3                | 15               | 1                |
| 2013 | Oefa          | Halve competitie (12) | Brons            | 11               | 14               | 3                | 8                | 0                |
| 2015 | Emmen         | Halve competitie (20) | Brons            | 19               | 24               | 5                | 14               | 0                |
| 2017 | Tallinn       | Halve competitie (12) | niet geplaatst   | niet geplaatst   | niet geplaatst   | niet geplaatst   | niet geplaatst   | niet geplaatst   |
| 2019 | Yamoussoukro  | Halve competitie (20) | niet deelgenomen | niet deelgenomen | niet deelgenomen | niet deelgenomen | niet deelgenomen | niet deelgenomen |
| 2021 | Tallinn       | Halve competitie (12) | Brons            | 11               | 13               | 2                | 9                | 0                |

Hij werd wereldkampioen rapiddammen in 2012 en 2019.

#### Tweekampen
| jaar    | locatie   | geplaatst als | tegenstander         | toernooitype (#) | rang     | uitslag | opmerkingen |
| ------- | --------- | ------------- | -------------------- | ---------------- | -------- | ------- | --- |
| 2016    | Nederland | uitdager      | Jan Groenendijk      | 3 overwinningen  | Goud     | 4-0     | |
| 2018/19 | Nederland | uitdager      | Aleksandr Sjvartsman | 3 overwinningen  | Goud     | 3-0     | 1-0 in partijen met regulier tempo. Het prijzengeld bedroeg 30.000 euro: 15.000 euro voor de wereldkampioen en 15.000 euro voor de verliezer. |
| 2022    | Eindhoven | uitdager      | Aleksandr Sjvartsman | 3 overwinningen  | 1 [ 14 ] | 3-0     | 1-0 in partijen met regulier tempo |

### Europees Kampioenschap
| jaar | locatie     | toernooitype (dln)                  | rang             | AW | Pnt | W | R | V |
| ---- | ----------- | ----------------------------------- | ---------------- | -- | --- | - | - | - |
| 2006 | Bovec       | Zwitsers (94)                       | 63               | 10 | 9   | 3 | 3 | 4 |
| 2008 | Tallinn     | Zwitsers (66)                       | niet deelgenomen |    |     |   |   |   |
| 2010 | Murzasichle | Zwitsers (65)                       | 8                | 9  | 11  | 2 | 7 | 0 |
| 2012 | Emmen       | Zwitsers (68)                       | 11               | 9  | 11  | 2 | 7 | 0 |
| 2014 | Tallinn     | Zwitsers (75)                       | Goud             | 9  | 12  | 3 | 6 | 0 |
| 2016 | Izmir       | Zwitsers (32)                       | Zilver           | 9  | 12  | 3 | 6 | 0 |
| 2018 | Moskou      | Zwitsers (56)                       | niet deelgenomen |    |     |   |   |   |
| 2020 | Antalya     | niet gespeeld i.v.m. coronapandemie |                  |    |     |   |   |   |
| 2022 | Kortrijk    | Zwitsers (46)                       | Brons            | 9  | 12  | 3 | 6 | 0 |

Hij werd in 2017 Europees kampioenschap rapiddammen en in 2022 Europees kampioenschap blitz dammen.

### Nederlands Kampioenschap
| jaar | locatie       | toernooitype (dln)    | rang             | AW               | Pnt              | W                | R                | V                |
| ---- | ------------- | --------------------- | ---------------- | ---------------- | ---------------- | ---------------- | ---------------- | ---------------- |
| 2007 | Soest         | Halve competitie (14) | niet geplaatst   | niet geplaatst   | niet geplaatst   | niet geplaatst   | niet geplaatst   | niet geplaatst   |
| 2008 | Emmeloord     | Halve competitie (14) |                  |                  |                  |                  |                  |                  |
| 2009 | Huissen       | Halve competitie (14) | Brons            | 13               | 15               | 2                | 11               | 0                |
| 2010 | Emmen         | Halve competitie (12) | Zilver           | 11               | 13               | 3                | 7                | 1                |
| 2011 | Wapenveld     | Halve competitie (12) | Zilver           | 11               | 14               | 4                | 6                | 1                |
| 2012 | Heerhugowaard | Halve competitie (14) | Goud             | 13               | 18               | 5                | 8                | 0                |
| 2013 | Steenwijk     | Halve competitie (12) | 5                | 11               | 13               | 3                | 7                | 1                |
| 2014 | Huissen       | Halve competitie (12) | Zilver           | 11               | 15               | 4                | 7                | 0                |
| 2015 | Emmeloord     | Halve competitie (12) | Goud             | 11               | 15               | 4                | 7                | 0                |
| 2016 | Enschede      | Halve competitie (12) | niet deelgenomen | niet deelgenomen | niet deelgenomen | niet deelgenomen | niet deelgenomen | niet deelgenomen |
| 2017 | Urk           | Halve competitie (14) | niet deelgenomen | niet deelgenomen | niet deelgenomen | niet deelgenomen | niet deelgenomen | niet deelgenomen |
| 2018 | Harlingen     | Halve competitie (12) | Zilver           | 11               | 16               | 5                | 6                | 0                |
| 2019 | Huissen       | Halve competitie (12) | niet deelgenomen |                  |                  |                  |                  |                  |
| 2020 | Kraggenburg   | Halve competitie (14) | Brons            | 13               | 17               | 4                | 9                | 0                |

Daarnaast werd hij Nederlands kampioen sneldammen in 2012, 2016, 2017 en 2018.

## World Mind Sports Games
In 2012 nam Boomstra voor de tweede maal deel en won hij een gouden medaille bij het World Mind Sports Games (WMSG) op het onderdeel rapid, een zilveren medaille op het onderdeel rapid voor landenteams en twee bronzen medailles voor de onderdelen blitz en blitz voor landenteams. Daarnaast werd hij derde in het toernooi met regulier speeltempo.